# Ludwig Brandstetter
Ludwig Brandstetter (auch: Brandstätter) (* 1787 ?; † 29. Januar 1860 in Klagenfurt) war ein österreichischer Bleiweißfabrikant und Politiker.

## Leben
Brandstetter war römisch-katholischer Konfession und heiratete am 19. Februar 1816 Hildegard Elise Tscheligi (* 20. Februar 1796). Aus der Ehe gingen sechs Töchter und ein Sohn hervor.
Er war zunächst Stauder’scher Handelsdirektor in Klagenfurt. Ab 1818 arbeitete er als Handelsherr in Villach. Von 1820 bis 1824 war er Gesellschafter der Villacher Bleiweißfabrik Tscheligi und danach selbständiger Bleiweißfabrikant (die Fabrikskonzession datiert 1827) und Kaufmann in Villach. Im Jahr 1841 verkaufte er die Bleiweißfabrik und das Wohnhauses in der Villacher Oberen Vorstadt. Um 1830 war er Stadtrichter in Villach.
Vom 17. Juli 1848 bis zum 4. März 1849 war er Abgeordneter im Provisorischen Kärntner Landtag.